# Pratihâra
 (août 2015).
Si vous disposez d'ouvrages ou d'articles de référence ou si vous connaissez des sites web de qualité traitant du thème abordé ici, merci de compléter l'article en donnant les références utiles à sa vérifiabilité et en les liant à la section « Notes et références ».
VIe siècle – 1036
Entités précédentes :
- Empire de Harsha

Entités suivantes :
- Chandelâ
- Chedi
- Paramâra
- Kalachûrî
- Solankî

Les Pratihâra ou Pratîhâra, également appelés Gurjara-Pratihâra constituent une dynastie indienne qui dirigea un royaume au Rajasthan et en Inde du Nord entre les VIe et XIe siècles.
Ils seraient des membres du clan des Gurjara, provenant d'Asie centrale et apparus en Inde du Nord au lendemain de l'invasion des Shvetahûna vers la fin du Ve siècle. Au VIe siècle, les Pratîhâra fondèrent un État autour de Mandore, près de l'actuelle Jodhpur, puis étendirent leur domination sur tout le Rajasthan.

## Généalogie
Nâgabhata Ier (730-756) est le véritable fondateur de la dynastie. Il étend son territoire vers l'est où il fait la conquête du Mâlvâ jusqu'à Gwalior et vers le sud jusqu'au port de Bharuch (Broach, Barygaza) au Goujerat. Il établit sa capitale à Ujjain et est confronté à l'avancée des Arabes, qui s'installent dans le Sind. Nâgabhata est suivi de deux raja de faible envergure, son neveu Kakushtha et le frère de ce dernier, Devarâja.
Monte ensuite sur le trône Vatsarâja (775-805),fils de Devaraja, qui tente de s'emparer de Kânauj, l'ancienne capitale d'Harsha. Dans ses campagnes, il affronte les Pâla du Bengale qu'il défait, mais aussi les Râshtrakûta du Dekkan, les deux dynasties sont ensuite en conflit durant deux siècles pour le contrôle de l'Inde du Nord. Vers 786, le raja Dhruva des Râshtrakûta, qui règne de vers 780 à 793, traverse la Narmadâ pour tenter de prendre Kânauj. Il défait Vatsarâja vers 800.
Nâgabhata II (805-833) succède à Vatsarâja, son père. Nâgabhata II est tout d'abord défait par le raja Râshtrakûta Govinda III (793-814), le fils de Dhruva. Puis profitant de conflits internes aux Râshtrakûta, il leur soustrait le Mâlvâ, entre dans Kânauj et envahit la plaine de Gange jusqu'au Bihar contrôlé par les Pâla. Il affronte aussi les Arabes sur sa frontière occidentale. Il fait reconstruire le grand temple de Shiva de Somnath au Goujerat, temple qui avait été démoli lors d'un raid arabe dans le Sind. Kânauj est maintenant le centre de l'État Pratîhâra, qui, à son apogée (836-910), contrôle la plus grande partie de l'Inde du Nord.
Râmabhadra (833-836) succède brièvement à Nâgabhata II à  Kânauj. Mihira Bhoja Ier (836-886), son fils, connaît tout d'abord quelques défaites devant le râja Pâla Devapâla (810-850), puis étend les territoires des Pratîhâra à l'ouest jusqu'au Sind, à l'est jusqu'au Magadha, et au sud jusqu'à la Narmadâ, et domine ainsi la plus grande partie de l'Inde du Nord. Seuls restent hors de son autorité le Cachemire, le Sind et le domaine des Pâla, Bihar et le Bengale.
Son fils Mahendrapâla Ier (886-910) s'empare du Magadha. Lui succède son fils Bhoja II (910-912), un dévot de Vishnou qui est renversé par son frère Mahîpâla Ier(912-914) que les Râshtrakûta expulsent de Kânauj. Alliés aux Chandela, ils récupèrent une partie de leur royaume mais leur position de faiblesse permet à certains de ses vassaux, les Chandelâ du Bundelkhand, les Chedi et les Paramâra du Mâlvâ, les Kalachûrî, de se rendre indépendants.
Le raja Râshtrakûta Indra III (914-928) occupe brièvement Kânauj en 916, mais bien que les Pratîhâra récupèrent la ville, leur position continue à s'affaiblir au cours du Xe siècle, sous la pression des musulmans à l'ouest et de l'avance des Pâla à l'est. Après le règne de Mahîpâla, les Pratîhâra, sous Vinayakapâla Ier et son fils Mahendrapâla II, entrent dans une période de déclin et perdent leur hégémonie sur le Rajasthan, et ainsi le Chandelâ Yashovarman détrône Devapâla, le frère de Mahendrapâla II, en 947 et les Chandelâ s'emparent de la forteresse stratégique de Gwalior vers 950. Le déclin s'accentue sous les râjas suivants, Vinayakapâla II, Mahîpâla II, Vijayapâla et Râjyapâla (1000-1019) et les Solankî font alors la conquête d'une partie du Goujerat.
Vers la fin du Xe siècle, le territoire des Pratîhâra n'est plus qu'un petit royaume centré sur Kânauj. Mahmûd de Ghaznî met Kânauj à sac en 1018, et Râjyapâla est tué. Trilochanapâla (1019-1027) lui succède, mais s'installe à Bâri qui est prise aussi par Mahmûd de Ghaznî. Le dernier raja Pratîhâra, Yashahpâla meurt en 1036.